# Rythme cérébral
Pour les articles homonymes, voir Rythme (homonymie).
Un rythme cérébral (appelé aussi activité neuro-électrique) désigne l'oscillation électromagnétique émise par le cerveau des êtres humains, mais également de tout être vivant. Le cortex frontal qui permet la cognition, la logique et le raisonnement est composé de neurones qui sont reliés entre eux par des synapses permettant la neurotransmission. Mesurables en volt et en hertz, ces ondes sont de très faible amplitude : de l'ordre du microvolt (chez l'être humain), elles ne suivent pas toujours une sinusoïde régulière.
L'activité neuro-électrique caractérise l'état physiologique et psychologique des êtres humains. La neurologie utilise un EEG (electro-encéphalogramme) pour mesurer cette activité et ainsi déceler d'éventuelles pathologies comme l'épilepsie, ou encore mesurer une activité nocturne. L'usage de substances psychotropes (drogues ou médicaments) permet de modifier temporairement l'activité neuro-électrique, tout comme certaines techniques telles que la méditation. Les individus ayant vécu une expérience de mort imminente ont expérimenté pendant leur mort clinique une modification de cette activité.
Un exemple d'oscillation neurale est celle des félins, et particulièrement celle des chats : une oscillation neurale située proche de l'hypothalamus entraîne la contraction du larynx et provoque, par voie de conséquence, le ronronnement.

## Principaux rythmes cérébraux observés chez l'être humain
L'activité neuro-électrique rythmique chez l'être humain est classée selon 5 gammes de fréquence :
- Les ondes delta : comprises entre 1 Hz et 4 Hz correspondent à un état de sommeil profond, de méditation profonde ;
- Les ondes thêta : comprises entre 4 Hz et 8 Hz caractérisent certains états de somnolence, d’hypnose ou de méditation, ainsi que la mémorisation d'informations. Le rythme thêta est présent dans la phase de sommeil paradoxal, qui s'accompagne souvent d'un rêve[4] ;
- Les ondes alpha : comprises entre 8 Hz et 12 Hz caractérisent un état de conscience apaisé, et sont principalement émises lorsque le sujet a les yeux fermés ;
- Les ondes bêta : comprises entre 12 Hz et généralement inférieures à 35 Hz caractérisent notre état au quotidien, lors d'une conversation, lors d'une activité mentale modérée. Le sujet peut être aussi en période d’activité intense, de concentration ou d’anxiété, et le rythme bêta est d'amplitudes faibles et de fréquences rapides, qui se divisent en bandes de fréquences Bêta 1 et Bêta 2[5] ;
- Les ondes gamma : supérieures à 35 Hz, pouvant aller jusqu'à 80 Hz. Elles ont récemment été impliquées dans les processus de liage perceptif[6] et se caractérisent par une activité mentale intense (partie d'échecs, calculs mathématiques ou physiques complexes).

### Diagrammes représentatifs
Représentation des différentes ondes EEG sur une période d'une seconde :

Une seconde de signal EEG.
Ondes Delta.
Ondes Thêta.
Ondes Alpha.
Ondes Bêta.
Ondes Gamma.
Ondes SMR.

### Rythmes cérébraux et stades du sommeil
Un adulte éveillé émet habituellement des ondes Alpha et Bêta. En phase d’endormissement (stade 1), l’activité alpha diminue et s’évanouit. Le sommeil léger (stade 2) est marqué par l’apparition de pics d’activité bêta et des formes d’ondes complexes (fuseaux et complexes K). Le sommeil profond (stades 3 et 4) est caractérisé par une activité cérébrale de faible fréquence (Delta). Lors du sommeil paradoxal, associé aux rêves et aux mouvements oculaires rapides, on retrouve un pic d’activité bêta.

## Synchronisation neuronale
Le problème de liaison pose la question de savoir comment le cerveau réussit à rassembler les différentes caractéristiques d'un objet. Par exemple, lorsqu'on voit un chapeau rouge, la forme chapeau et la couleur rouge sont traitées par des aires différentes du cerveau, et pourtant, nous n'avons aucune difficulté à comprendre que le chapeau est rouge. Une hypothèse pour expliquer cette capacité consiste à considérer que les neurones qui traitent un même objet sont synchronisés,. La phase commune à ces neurones lors de leur oscillation constitue donc le moyen de savoir qu'ils représentent le même objet.
L'épilepsie est une conséquence d'un emballement de cette synchronisation neuronale.